# Tekoa (colonie israélienne)
Pour l’article homonyme, voir Tekoa.
Tekoa
 
Tekoa est une colonie israélienne située en Cisjordanie, territoire palestinien occupé, illégale par conséquent au regard du droit international, et dont la création est considérée comme un crime de guerre selon la 4ème Convention de Genève. Elle se situe à quelques encablures du village palestinien de Teqoa dont elle a pris le nom.
Près de 4 500 Israéliens vivent dans cette enclave créée dans les années 1970.